# Mississippi (Bob Dylan-låt)
Mississippi är en låt av Bob Dylan, först släppt 2001 på albumet "Love and Theft" men spelades först in 1997 under inspelningen av Time Out of Mind. Den hamnade dock utanför detta album spelades in på nytt till "Love and Theft".
Mississippi har blivit mycket erkänd av både publik och kritiker. Den ses ofta som en av Dylans starkaste låtar under hela hans karriär. Tidskriften Rolling Stone utnämnde Mississippi som årtiondets sjuttonde bästa låt, och kallade den "En glidares kärlekssång som verkar summera hela Dylans karriär".

## Album
- "Love and Theft" - 2001
- The Bootleg Series Vol. 8: Tell Tale Signs (Rare & Unreleased) 1989-2006 - 2008